# Lotte Rysanek
Lotte Rysanek (* 18. März 1924 in Wien; † 14. Dezember 2016 ebenda) war eine österreichische Opernsängerin (Sopran). Sie war die Schwester von Leonie Rysanek.

## Leben

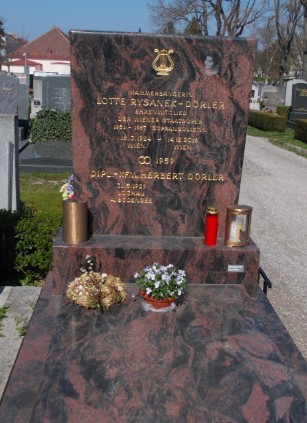
Grabstätte von Lotte Rysanek

Rysanek wurde von Rudolf Grossmann am Konservatorium in Wien unterrichtet. 1950 debütierte sie in Klagenfurt in der Massenet-Oper als „Manon“. Von 1955 bis 1987 sang sie an der Wiener Staatsoper; sie war auch als Operetten- und Konzertsängerin bekannt. 1969 trat sie beispielsweise gemeinsam mit ihrer Schwester in Semetanas Oper Dalibor auf. Sie trat bei den Bayreuther Festspielen als fünftes Blumenmädchen im Parsifal 1957 sowie an der Seite ihrer Schwester 1958 als „Helmwige“ in Die Walküre auf.
Seit ihrer Hochzeit mit Herbert Dörler (1959) führte sie den Doppelnamen Rysanek-Dörler. Sie starb 2016 und wurde auf dem Hietzinger Friedhof (Gruppe 68, Reihe 7, Nummer 7) in Wien in einem ehrenhalber gewidmeten Grab beigesetzt.

## Auszeichnungen
- Verleihung des Berufstitels Kammersängerin
- 1987: Ehrenmitglied der Wiener Staatsoper